# Papierformat
Papierformate standardisieren die Abmessungen (Breite und Höhe) von Briefbögen, Kopierpapier, Karten und gedruckten Dokumenten.
Der internationale Standard für Papierformate ist die ISO 216. Diese basiert auf der deutschen Norm DIN 476, die erstmals vom Deutschen Institut für Normung (DIN) am 18. August 1922 festgelegt wurde. Darüber hinaus gibt es andere zeitgenössische und historische Papierformate, die sich in den Abmessungen und im Seitenverhältnis unterscheiden.

## Geschichte

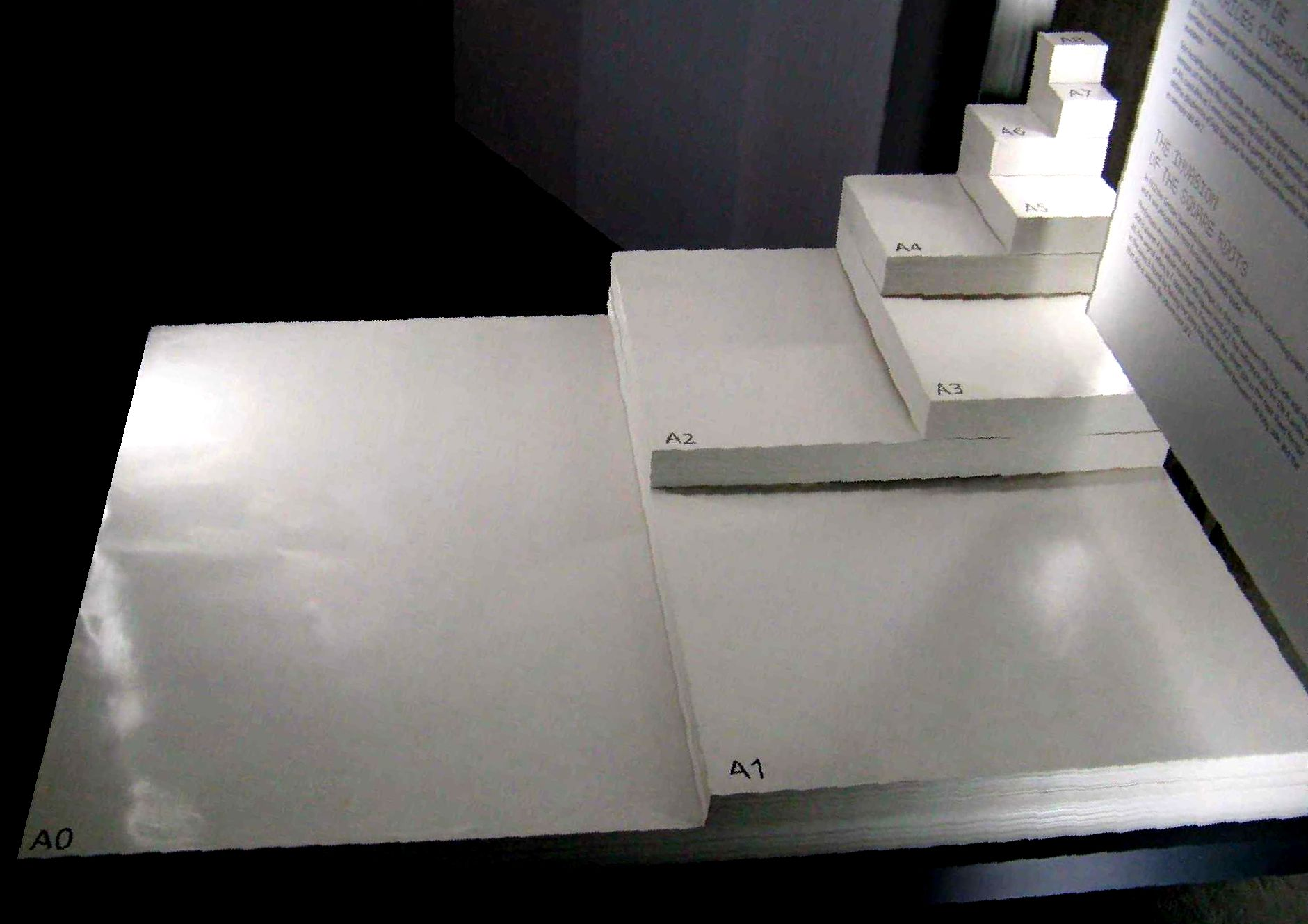
Papierformate A0 bis A8, Anschauungsmodell im Wissenschaftsmuseum von Barcelona: „Die Invasion der Quadratwurzeln“, Maßstab 1∶1

Vergleich verschiedener Formate bei gleicher Breite
3:4 (≈ 1:1,33, Quartformat)
1:√2 (≈ 1:1,41, DIN-Format)
2:3 (= 1:1,50, Oktavformat)

Historisch waren viele verschiedene Papierformate im Umlauf.
Im 14. und 15. Jahrhundert waren auf dem Gebiet des heutigen Italien, der Schweiz und Deutschland Bogenformate von 30 × 43 cm üblich, was etwa dem DIN-A3-Format entspricht. Dies ist darauf zurückzuführen, dass diese Größe ein zum händischen Papierschöpfen gut handhabbares Format ist.
Papierformate leiteten sich immer vom Bogenformat des jeweiligen Herstellers ab. Gebräuchlich waren dann sog. Quartformate (d. h. ein Viertel des Bogens, hergestellt durch zweifaches Teilen) oder Oktavformate (analog dazu, ein Achtel des Bogens). Es bestand keine Normung. Insbesondere unterschieden sich in dieser Zeit auch die Seitenproportionen von den heutigen Normformaten. Üblich war das Bogenformat 3∶4. Faltet man einen solchen Bogen, entsteht ein Blatt mit den Proportionen 2∶3, bei einer zweiten Faltung wieder einer mit Seiten 3∶4 usw. Das Quartformat hatte also gewöhnlich ein Format von 3∶4, das Oktavformat von 2∶3.
Diesen Formaten wurden verschiedene ästhetische Eigenschaften und Eignungen für bestimmte Zwecke zugeschrieben. So galt das Quartformat 3∶4 als weich und freundlich, das schmalere Oktavformat 2∶3 als strenger. Bei einer Verwendung als Buchformat wurde das größere und breitere Quartformat für gebundene Bücher, die man auf einem Tisch ablegt, bevorzugt. Das handlichere Format 2∶3 eigne sich dagegen für Bücher, die man in der Hand halte. Noch heute haben Taschenbücher typischerweise ein schmales Format nahe dem Seitenverhältnis 2∶3.
Das Seitenverhältnis {\displaystyle 1:{\sqrt {2}}\,} (Eins zur Quadratwurzel aus 2) wurde bereits 1786 von Georg Christoph Lichtenberg vorgeschlagen, und es wurde in der Zeit der Französischen Revolution auch schon angewendet. Grand Registre (420,4×594,6) und Moyen Papier (297,3×594,6) wurden im 19. Jahrhundert verwendet.
Zu Beginn des 20. Jahrhunderts wuchs die Unzufriedenheit mit dieser Vielzahl der Formate. Sie war an vielerlei Stellen unpraktisch. Der Schweizer Karl Wilhelm Bührer störte sich insbesondere an der Formatvielfalt der Broschüren und Prospekte im Fremdenverkehr und schlug 1906 das Format „Mono“ (von Monographie) vor, das mit seinen 11,5 × 16,5 cm als internationales Einheitsformat Ordnung ins Papierwesen bringen sollte. Er nahm in der Folge Kontakt mit dem 1909 mit dem Nobelpreis ausgezeichneten deutschen Chemiker Wilhelm Ostwald auf, der das Monoformat (inzwischen zum Weltgrundformat erhoben) 1911 auf eine wissenschaftlich fundierte Grundlage stellte, indem er eine Formatreihe aufgrund des Seitenverhältnisses 1∶√2 berechnete. Mit dem sogenannten Weltformat sollte u. a. in Bibliotheken durch eine Vereinheitlichung der Buchgrößen Platz gespart werden. Die Konstruktion erfolgte durch die Forderung nach geometrischer Ähnlichkeit (d. h. das Seitenverhältnis aller Größen sollte identisch sein) und den Ausgang vom kleinsten Format I, dessen kurze Seite 1 cm messen sollte. Der Übergang zwischen den Größen erfolgt wie üblich durch Halbierung bzw. Verdopplung der Seiten; das Seitenverhältnis betrug {\displaystyle 1:{\sqrt {2}}}. Dieses Format konnte sich wegen der Inkompatibilität mit bestehenden Formaten nicht durchsetzen.

Verwendung des Formates A4 im Jahr 1934 bei einem Redeverbot (links unten: „Din A 4 210×297 mm“)

Die Idee Ostwalds wurde vom Ingenieur Walter Porstmann, Ostwalds Assistent, wieder aufgenommen. Als Mitarbeiter des Normenausschusses der Deutschen Industrie erarbeitete er die DIN 476, die Formate der A‐ bis D‐Reihe, die bis auf die D-Reihe noch gültig sind. In Deutschland wurde dies 1923 eingeführt. Der Unterschied zum Weltformat lag nur im Ausgangspunkt für die absolute Größe. Diesen bildet (wie sonst auch üblich) das größte Format, z. B. A0. Dessen Flächeninhalt wurde festgelegt, bei A0 genau ein Quadratmeter. Diese Normalformate setzten sich auch international schnell durch, mit Ausnahme weniger Länder wie den USA und Kanada, in denen sie nicht üblich sind.
Gegen ihre Einführung wurde beispielsweise argumentiert, dass eine Normung zwar wünschenswert sei, der Vorteil des gleichbleibenden Seitenverhältnisses aber unklar bleibe. Achte man auf die Laufrichtung des Papiers, so wären sowieso zwei verschiedene Bogen als Ausgangspunkt nötig. Beim Ausgang von nur einem Bogen wäre die Laufrichtung der Fasern bei jedem zweiten Format falsch. Das Seitenverhältnis {\displaystyle 1:{\sqrt {2}}} (1 ∶ 1,414) selbst wurde z. T. als unästhetisch empfunden, als „Zwitterformat“ zwischen den oben beschriebenen Formaten 2∶3 und 3∶4. Auch die absolute Größe der Normalformate erschien willkürlich. Sie sei ja nicht festgesetzt anhand der Gebrauchsformate A4 und A5, sondern durch die Bedingung, der Bogen A0 solle einen Flächeninhalt von einem Quadratmeter haben. Dass bei mehrfacher Faltung dann brauchbare Größen entstehen, sei eher zufällig. Ein Nachteil ergebe sich z. B. auch daraus, dass die Höhe des A4‐Formates 17 mm über das US‐Letter-Format hinausrage, was beim Abheften in nordamerikanischen Ordnern unangenehm auffalle. Diese Kritik hat nichts an der Verbreitung dieser Formate für Schreibpapiere geändert. Im Zuge der vermehrten Durchsetzung kopiertechnischer Anwendungen im Alltag erwies sich das gleichbleibende Seitenverhältnis als vorteilhaft, da hierdurch Vergrößerungen und Verkleinerungen verzerrungsfrei und mit proportional gleichbleibenden Seitenrändern möglich sind. Bei den Büchern sind jedoch mehrere alte Seitenverhältnisse erhalten geblieben.

## ISO- und DIN-Papierformate
Die Deutsche Norm, die auf Walter Porstmann zurückgeht, diente mit ihren Festlegungen über die A‐ und B‐Reihe als Grundlage für das europäische und internationale Äquivalent EN ISO 216, das wiederum in fast allen Ländern adaptiert worden ist. Unterschiede gibt es meist nur in den erlaubten Toleranzen. Als rein nationale Norm ist DIN 476-2:2008-02 Papier-Endformate – C‐Reihe noch gültig.

### Seitenverhältnis 1∶√2
Das Verhältnis zwischen Breite und Höhe ist bei allen Blattgrößen gleich, nämlich
{\displaystyle 1:{\sqrt {2}}\,.}
Nur bei diesem Verhältnis bleibt das durch mittiges Falten über die lange Seite entstehende nächstkleinere Blatt dem Ausgangsblatt geometrisch ähnlich.
Das Seitenverhältnis der in DIN 476 genormten Papierformat-Reihen A, B und C ergibt sich aus der Vorgabe, dass es konstant bleiben soll, wenn die nächstkleinere Größe durch Halbierung der längeren Seite (Höhe {\displaystyle h_{i}}) zur neuen kürzeren Seite (Breite {\displaystyle b_{i+1}}) abgeleitet wird:
{\displaystyle {\frac {h_{i}}{b_{i}}}={\frac {h_{i+1}}{b_{i+1}}}={\frac {b_{i}}{{\frac {1}{2}}h_{i}}}} bzw. {\displaystyle {\frac {h_{i}}{b_{i}}}={\frac {h_{i-1}}{b_{i-1}}}={\frac {2b_{i}}{h_{i}}}}.
Das Auflösen einer der Gleichungen ergibt {\displaystyle h_{i}^{2}=2b_{i}^{2}} und damit schließlich den konstanten Faktor {\displaystyle {\frac {h_{i}}{b_{i}}}={\sqrt {2}}\approx 1{,}414} für alle {\displaystyle i\in \mathbb {N} }.

### Übersicht

Aufteilung eines Bogens der Reihe A.
Die Formate (Klassen 1 bis 8, …) ergeben sich jeweils durch Halbierung des vorherigen Formats.

Es gibt vier Reihen (A und B nach ISO und DIN, C und das ursprünglich D nach DIN), die jeweils in elf Klassen unterteilt werden, welche nach absteigender Größe von 0 bis 10 durchnummeriert sind.
| B0 | 21/2− = 1,414 |
| C0 | 21/4− = 1,189 |
| A0 | 20−0/ = 1,000 |
| D0 | 2−1/4 = 0,841 |

Aus der Kombination dieser beiden Eigenschaften ergibt sich die übliche Bezeichnung, z. B. A4 (210 × 297 mm) oder C6 (114 × 162 mm), beides exemplarisch in Tabelle fett hervorgehoben, gegebenenfalls wird „DIN“ oder „ISO“ vorangestellt.
Sowohl DIN‐ als auch ISO‐Norm listen die Formate, die größer als die Klasse 0 sind. Diesen wird ein numerisches Präfix vorangestellt, z. B. 2A0 für doppeltes A0. Sie sind mit dem Kommentar “The rarely used sizes [2A0 and 4A0] which follow also belong to this series” in der Tabelle der “Main series of trimmed sizes (ISO‐A series)” enthalten.
Die Größe der Formate ist in ganzen Millimetern spezifiziert. Die Toleranz beträgt ±1,5 mm bei Maßen bis 150 mm, ±2 mm bei Maßen bis 600 mm und darüber ±3 mm.
| Klasse | Reihe A     | Reihe B     | Reihe C    | Reihe D    | Benennung                       |
| ------ | ----------- | ----------- | ---------- | ---------- | ------------------------------- |
| 4…0    | 1682 × 2378 |             |            |            |                                 |
| 2…0    | 1189 × 1682 | 1414 × 2000 |            |            |                                 |
| …0     | 0841 × 1189 | 1000 × 1414 | 917 × 1297 | 771 × 1091 | Vierfachbogen (z. B. A0)        |
| …1     | 0594 × 0841 | 0707 × 1000 | 648 × 0917 | 545 × 0771 | Doppelbogen                     |
| …2     | 0420 × 0594 | 0500 × 0707 | 458 × 0648 | 385 × 0545 | Bogen                           |
| …3     | 0297 × 0420 | 0353 × 0500 | 324 × 0458 | 272 × 0385 | Halbbogen                       |
| …4     | 0210 × 0297 | 0250 × 0353 | 229 × 0324 | 192 × 0272 | Viertelbogen (z. B. A4)         |
| …5     | 0148 × 0210 | 0176 × 0250 | 162 × 0229 | 136 × 0192 | Blatt, Achtelbogen, Oktavformat |
| …6     | 0105 × 0148 | 0125 × 0176 | 114 × 0162 | 096 × 0136 | Halbblatt (z. B. C6)            |
| …7     | 0074 × 0105 | 0088 × 0125 | 081 × 0114 | 068 × 0096 | Viertelblatt                    |
| …8     | 0052 × 0074 | 0062 × 0088 | 057 × 0081 |            | Achtelblatt                     |
| …9     | 0037 × 0052 | 0044 × 0062 | 040 × 0057 |            |                                 |
| …10    | 0026 × 0037 | 0031 × 0044 | 028 × 0040 |            |                                 |

Die nominelle Fläche eines A0‐Bogens ist ein Quadratmeter, doch durch die Rundung der Seitenlängen auf ganze Millimeter weichen die realen Flächen in der A‐Reihe von einem Quadratmeter beziehungsweise ganzen Bruchteilen davon ab. Dasselbe gilt für Vielfache von {\displaystyle {\sqrt {2}}} bei den anderen Reihen. Wegen der erlaubten Längentoleranzen können die realen Flächen noch weiter abweichen.
| Klasse | Reihe A       | Reihe B        | Reihe C         | Reihe D         |
| ------ | ------------- | -------------- | --------------- | --------------- |
| 4…0    | 4 = 22        |                |                 |                 |
| 2…0    | 2 = 21        | 2√2 = 21½      |                 |                 |
| …0     | 1 = 20        | √2 = 2½        | √√2 = 2¼        | 1⁄√√2 = 2−¼     |
| …1     | 1⁄2 = 2−1     | √2⁄2 = 2−½     | √√2⁄2 = 2−¾     | 1⁄2√√2 = 2−1¼   |
| …2     | 1⁄4 = 2−2     | √2⁄4 = 2−1½    | √√2⁄4 = 2−1¾    | 1⁄4√√2 = 2−2¼   |
| …3     | 1⁄8 = 2−3     | √2⁄8 = 2−2½    | √√2⁄8 = 2−2¾    | 1⁄8√√2 = 2−3¼   |
| …4     | 1⁄16 = 2−4    | √2⁄16 = 2−3½   | √√2⁄16 = 2−3¾   | 1⁄16√√2 = 2−4¼  |
| …5     | 1⁄32 = 2−5    | √2⁄32 = 2−4½   | √√2⁄32 = 2−4¾   | 1⁄32√√2 = 2−5¼  |
| …6     | 1⁄64 = 2−6    | √2⁄64 = 2−5½   | √√2⁄64 = 2−5¾   | 1⁄64√√2 = 2−6¼  |
| …7     | 1⁄128 = 2−7   | √2⁄128 = 2−6½  | √√2⁄128 = 2−6¾  | 1⁄128√√2 = 2−7¼ |
| …8     | 1⁄256 = 2−8   | √2⁄256 = 2−7½  | √√2⁄256 = 2−7¾  |                 |
| …9     | 1⁄512 = 2−9   | √2⁄512 = 2−8½  | √√2⁄512 = 2−8¾  |                 |
| …10    | 1⁄1024 = 2−10 | √2⁄1024 = 2−9½ | √√2⁄1024 = 2−9¾ |                 |

| Klasse | Reihe A   | Reihe B   | Reihe C   | Reihe D |
| ------ | --------- | --------- | --------- | ------- |
| 4…0    | 3.999.796 |           |           |         |
| 2…0    | 1.999.898 | 2.828.000 |           |         |
| …0     | 999.949   | 1.414.000 | 1.189.349 | 841.161 |
| …1     | 499.554   | 707.000   | 594.216   | 420.195 |
| …2     | 249.480   | 353.500   | 296.784   | 209.825 |
| …3     | 124.740   | 176.500   | 148.392   | 104.720 |
| …4     | 62.370    | 88.250    | 74.196    | 52.224  |
| …5     | 31.080    | 44.000    | 37.098    | 26.112  |
| …6     | 15.540    | 22.000    | 18.468    | 13.056  |
| …7     | 7.770     | 11.000    | 9.234     | 6.528   |
| …8     | 3.848     | 5.456     | 4.617     |         |
| …9     | 1.924     | 2.728     | 2.280     |         |
| …10    | 962       | 1.364     | 1.120     |         |

### Anwendungen
Für einen Inhalt im A‐Format wird typischerweise ein Briefumschlag des entsprechenden C‐Formats gewählt, der wiederum in einem Umschlag der B‐Reihe Platz findet. Die Höchstmaße von Briefsendungen im Postverkehr orientieren sich an der B‐Reihe.
| A0, A1             | Technische Zeichnungen, See-/Landkarten, Druckbogen, Aushang-Fahrpläne, Poster, Filmplakate, Wahlplakate      |
| A1, A2             | Flipcharts, Geschenkpapier, Filmplakate, Fahrpläne, Kalender, Zeitungen, Meisterbrief, Technische Zeichnungen |
| A2, A3             | Zeichnungen, Diagramme, große Tabellen, Kalender, Karten, Filmplakate, Technische Zeichnungen                 |
| B4, A3             | Zeitungen, Noten, Karten                                                                                      |
| A4                 | Briefpapier, Formulare, Hefte, Zeitschriften, Technische Zeichnungen, Druckerpapier                           |
| A5                 | Notizblöcke, Schulhefte, Prospekte                                                                            |
| A5, A6, A7, A8     | Karteikarten, selten auch A4 und A9                                                                           |
| A6                 | Flyer, Postkarten, Taschenbücher, Überweisungsträger, Notizhefte                                              |
| B5, A5, B6, A6, A4 | Bücher (Buchformat)                                                                                           |
| A7                 | Flugblätter, Taschenkalender, Personalausweis (ID‐2)                                                          |
| B7                 | Reisepass (ID‐3)                                                                                              |
| B8, A8             | Spielkarten, Visitenkarten, Etiketten                                                                         |
| C4, C5, C6, B4     | Umschläge |

### Abgeleitete Formate

#### Streifenformate, Umschläge
| Bezeichnung      | Abmessungen (mm × mm) | Seitenverhältnis | Bemerkung           |
| ---------------- | --------------------- | ---------------- | ------------------- |
| 1⁄4 A3           | 105 × 297             | 2√2∶1            |                     |
| 1⁄3 A4           | 099 × 210             | 3⁄2√2∶1          |                     |
| 1⁄4 A4           | 074 × 210             | 2√2∶1            |                     |
| 1⁄8 A4           | 037 × 210             | 4√2∶1            |                     |
| 1⁄3 A5           | 070 × 148             | 3⁄2√2∶1          |                     |
| 1⁄6 DIN (Norm)   | 198 × 210             | 3⁄4√2∶1          | eigentlich „2⁄3 A4“ |
| 1⁄6 DIN (Praxis) | 200 × 210             | 1,05∶1           |                     |

| Bezeichnung   | Abmessungen (mm × mm) | Seitenverhältnis | Bemerkung                                                                                  |
| ------------- | --------------------- | ---------------- | ------------------------------------------------------------------------------------------ |
| DL (DIN lang) | 110 × 220             | 2∶1              | vgl. 1⁄3 A4                                                                                |
| C6/C5         | 114 × 229             | 2∶1              | kurze Seite von C6 mit langer Seite von C5, etwas größer als DL, fasst größere Blattanzahl |

#### JIS-B‐Reihe
| Format | Maße (mm × mm) | Maße (mm × mm) | Fläche (mm²) | Fläche (mm²) |
| Format | DIN/ISO        | JIS            | DIN/ISO      | JIS          |
| ------ | -------------- | -------------- | ------------ | ------------ |
| B0     | 1000 × 1414    | 1030 × 1456    | 1.414.000    | 1.499.680    |
| B1     | 0707 × 1000    | 0728 × 1030    | 707.000      | 749.840      |
| B2     | 0500 × 0707    | 0515 × 0728    | 353.500      | 374.920      |
| B3     | 0353 × 0500    | 0364 × 0515    | 176.500      | 187.460      |
| B4     | 0250 × 0353    | 0257 × 0364    | 88.250       | 93.548       |
| B5     | 0176 × 0250    | 0182 × 0257    | 44.000       | 46.774       |
| B6     | 0125 × 0176    | 0128 × 0182    | 22.000       | 23.296       |
| B7     | 0088 × 0125    | 0091 × 0128    | 11.000       | 11.648       |
| B8     | 0062 × 0088    | 0064 × 0091    | 5.456        | 5.824        |
| B9     | 0044 × 0062    | 0045 × 0064    | 2.728        | 2.880        |
| B10    | 0031 × 0044    | 0032 × 0045    | 1.364        | 1.440        |

Die japanische Norm JIS P 0138-61 übernimmt die A‐ und C‐Reihe von ISO beziehungsweise DIN, definiert aber eine leicht andere B‐Reihe: JIS B0 hat eine Fläche von 1,5 m², dem arithmetischen und nicht geometrischen Mittel der Flächen von A0 und 2A0, Breiten und Höhen werden analog zu A ermittelt und entsprechend gerundet.
Der Ursprung der japanischen B‐Reihe liegt darin, dass dieses Format kompatibel zum bereits verwendeten Shiroku-ban mit seinen Abmessungen von 127 × 188 mm sein sollte, welches wiederum seine Herkunft im amtlich verwendeten Format Mino-ban der Edo-Zeit hatte. Das Shiroku-ban wurde so fast identisch mit dem neuen JIS B6.

#### Rohformate
| Klasse | RA         | SRA        | A_T        | A_Z        | A_U        |
| ------ | ---------- | ---------- | ---------- | ---------- | ---------- |
| 0      | 860 × 1220 | 900 × 1280 | 841 × 1189 | 821 × 1159 | 880 × 1230 |
| 1      | 610 × 0860 | 640 × 0900 | 594 × 0841 | 574 × 0811 | 625 × 0880 |
| 2      | 430 × 0610 | 450 × 0640 | 420 × 594  | 400 × 0564 | 450 × 0625 |
| 3      | 305 × 0430 | 320 × 0450 | 297 × 0420 | 277 × 0390 | 330 × 0450 |
| 4      | 215 × 0305 | 225 × 0320 | 210 × 0297 | 190 × 0267 | 240 × 0330 |

Da beim Beschneiden und Falzen Verluste auftreten, wurden die Rohformate RA und SRA geschaffen (ISO 217). Das R steht für „Rohformat“, S für „sekundäres“. RA0 hat prinzipiell eine Fläche von 1,05 m², SRA0 1,15 m², Breite und Höhe sind aber auf halbe Zentimeter gerundet.

#### Spezielle Formate für den Laser‐ und Tintenstrahldruck
Unter der inoffiziellen Bezeichnung A4+ (A4 plus) existiert ferner ein auf dem DIN‐A4‐Format basierendes Überformat, das beim Einsatz in Tintenstrahl- und Laserdruckern Verwendung findet. Es wird für Endkunden speziell von Druckerherstellern und Papieranbietern angeboten. Durch die fehlende Normierung dieses Überformates unterscheiden sich die Formate etwas. Einige auf A4 basierende Formate haben eine einheitliche Beschnittzugabe von jeweils drei Millimetern pro Seite (216 × 303 mm) und teilweise entsprechende Abrisskanten.
Einige (amerikanische) Anbieter spezifizieren das Format A4+ auch mit dem Maß 9½ × 13 in (Inch/Zoll) (241 × 330 mm), was praktisch dem unbeschnittenen Blattformat A4U (240 × 330 mm) aus ISO 5457 für technische Zeichnungen entspricht.
Im Foto‐ und Werbedruck existiert entsprechend das ebenfalls nicht normierte Überformat A3+ (A3 plus), auch unter Super A3 oder Super B bekannt. Die Abmessungen sind meist so gewählt, dass auf einem Drucker des Papierherstellers eine A3‐Seite randlos ausgedruckt werden kann.
Für die Klasse der 17″-Drucker (meist als A2-Drucker bezeichnet) gibt es ein Überformat A2+ (432 × 648 mm mit dem für Fotos üblichem Seitenverhältnis von 2:3). Dieses Format richtet sich an Anwender, welche die volle Breite oder die Planlage ihres Druckers nutzen möchten.
In der Klasse der 36″-Drucker wird teilweise ein als E/A0 oder A0 big bezeichnetes Überformat (917 × 1189 mm) verwendet, das die Höhe eines DIN A0-Bogens mit einer Breite von ca. 36,1 Zoll verbindet.

## Formate für spezielle Anwendungen
Außerdem gab und gibt es natürlich andere Systeme, beispielsweise bei Zeitungen. Manche alte Systeme haben sich zumindest in Teilen bis heute erhalten.

### Maschinenformate
Für die Verarbeitung in Druckmaschinen existiert ein Industriestandard, der folgende maximalen Papiergrößen umfasst.
| Format- klasse | Abmessungen (mm × mm) | Bezeichnung     |
| -------------- | --------------------- | --------------- |
| 00             | 0350 × 0500           | Kleinformat     |
| 01             | 0460 × 0640           |                 |
| 0b             | 0520 × 0720           | Halbformat      |
| 1              | 0560 × 0830           |                 |
| 2c             | 0640 × 0910           |                 |
| 2              | 0610 × 0860           |                 |
| 3              | 0650 × 0960           |                 |
| 3b             | 0720 × 1020           | Mittelformat    |
| 4              | 0780 × 1120           |                 |
| 5              | 0890 × 1260           |                 |
| 6              | 1020 × 1420           |                 |
| 7              | 1120 × 1620           |                 |
| 7b             | 1200 × 1620           | Großformat      |
| 8              | 1300 × 1850           |                 |
| 9              | 1500 × 2050           | Supergroßformat |
| 10             | 1620 × 2240           |                 |

### Verpackungsbogen
Im Verpackungsbereich kommen Formate zum Einsatz, die sich vom Ballenformat (75 × 100 cm) ableiten. Diese Formate beschränken sich nicht auf Papierbogen, sondern werden auch bei anderen Zuschnitten, z. B. aus Folie, verwendet. Ein Folgeformat entsteht jeweils durch Halbierung der langen Seite.
| Kennung | Gebräuchlicher Name     | Abmessungen (mm × mm) | Verwendungsbeispiele                                      |
| ------- | ----------------------- | --------------------- | --------------------------------------------------------- |
| 1/1     | Ganzer Bogen            | 0750 × 1000           | Verpackungspapiere, Stopfpapier                           |
| 1/2     | Halber Bogen            | 500 × 750             | Brotseidenpapier, Bäckereipapiere                         |
| 1/4     | Viertelbogen            | 375 × 500             | Frischhaltepapier in Metzgereien, Käsereien               |
| 1/8     | Achtelbogen             | 250 × 375             | Frischhaltepapier in Metzgereien, Käsereien               |
| 1/16    | Sechzehntelbogen        | 180 × 250             | Frischhaltepapier in Metzgereien, Käsereien               |
| 1/32    | Zweiunddreißigstelbogen | 125 × 180             | Zwischenlagen, z. B. bei Wurst, Käse, Konditoreiprodukten |
| 1/64    | Vierundsechzigstelbogen | 090 × 125             | Zwischenlagen, z. B. bei Wurst, Käse, Konditoreiprodukten |

### Zeitplansysteme
Bei Zeitplansystemen (Kalender‐ und Zeitplan-Ringordner) sind weitere Formate üblich, die je nach Hersteller unterschiedliche Bezeichnungen und Lochungen besitzen. Zum Beispiel:
| Name               | Firma          | Abmessungen | Abmessungen   |
| Name               | Firma          | mm × mm     | in × in       |
| ------------------ | -------------- | ----------- | ------------- |
| WT                 | tempus.        | 86 × 145    |               |
| Monarch            | Franklin-Covey | 216 × 279   | 8 1⁄2 × 11    |
| Deskfax            | Filofax        | 176 × 250   |               |
| Classic            | Franklin-Covey | 140 × 216   | 5 1⁄2 × 8 1⁄2 |
| Compact            | Franklin-Covey | 108 × 171   | 4 1⁄4 × 6 3⁄4 |
| Compact            | Time/System    | 85 × 169    |               |
| Pocket             | Time/System    | 100 × 172   |               |
| Pocket             | Franklin-Covey | 89 × 152    | 3 1⁄2 × 6     |
| Pocket             | Filofax        | 81 × 120    |               |
| Midi               | Chronoplan     | 96 × 172    |               |
| Personal, Slimline | Filofax        | 95 × 171    |               |
| Mini               | Chronoplan     | 79 × 125    |               |
| Mini               | Filofax        | 67 × 105    |               |
| Partner            | Time/System    | 75 × 130    |               |
| M2                 | Filofax        | 64 × 103    |               |

### Notendruck
| Formatklasse    | Abmessungen (mm × mm) |
| --------------- | --------------------- |
| Großpartitur    | 420 × 680             |
|                 | 300 × 420             |
|                 | 300 × 400             |
|                 | 285 × 400             |
|                 | 300 × 390             |
|                 | 290 × 350             |
| Quartformat     | 270 × 340             |
| Bachformat      | 240 × 325             |
| N4              | 231 × 303             |
| Oktavformat     | 170 × 270             |
| Studienpartitur | 170 × 240             |
| Salonorchester  | 190 × 290             |
| Klavierauszug   | 190 × 270             |
| Pariser Format  | 190 × 272             |
| Klavierformat   | 235 × 310             |
| Großmarsch      | 135 × 190             |
| Marschformat    | 135 × 170             |

### Bibliothekskataloge
Für Karteikarten in Bibliothekskatalogen ist das Internationale Bibliotheksformat 75 × 125 mm üblich.

## Formate in anderen Ländern

### Nordamerika

In den US-amerikanischen Größen ist das „Letter“-Format (ANSI A) für Briefe enthalten. Durch dessen Verdoppelung entsteht das jeweils nächstgrößere Format, alternierend in den Seitenverhältnissen von etwa 1 : 1,29 (ANSI A, C, E) und 1 : 1,55 (ANSI B, D).

Das Briefformat: Länder mit vorrangiger Verwendung des Formats A4 (blau) bzw. des Letter-Formats (rot)

Die in Nordamerika üblichen Papierformate folgen keinem einheitlichen Muster.
Die US-amerikanischen Größen A bis E entstammen dem Standard ANSI/ASME Y14.1. Sie haben ursprünglich Zollabmessungen (in für inch). Andere Größen sind in ANSI X3.151-1987 festgelegt.
Die kanadischen Größen P1–P6 aus dem Standard CAN 2-9.60M sind in Millimetern festgelegt und (bis auf P6) auf halbe Zentimeter gerundet. Näherungsweise entsprechen sie Zoll-Pendants. Ihre Bedeutung ist auch in Kanada selbst eher gering.
Weder die nordamerikanische ANSI‐Reihe noch die kanadischen Größen haben die Vorteile des konstanten √2‐Verhältnisses der DIN‐Reihen. Bei einem beliebigen Ausgangsverhältnis erscheint dieses nur nach jedem zweiten Falten wieder. Die abwechselnden Verhältnisse sind etwa 1,29 und 1,55. Außer in den USA und Kanada ist das Letter-Format unter der spanischen Bezeichnung „Carta“ auch in Zentralamerika (Belize, Costa Rica, El Salvador, Guatemala, Nicaragua, Panama, Puerto Rico) sowie in Mexiko, Chile, Venezuela und Kolumbien verbreitet, außerdem auf den Philippinen.
| Name            | ANSI | (in × in)      | (mm × mm)  | CAN | mm × mm   |
| --------------- | ---- | -------------- | ---------- | --- | --------- |
|                 |      |                |            | P6  | 107 × 140 |
| Invoice         |      | 5 1⁄2 × 8 1⁄2  | 140 × 216  | P5  | 140 × 215 |
| Executive       |      | 7 1⁄4 × 10 1⁄2 | 184 × 267  |     |           |
| Legal           |      | 8 1⁄2 × 14     | 216 × 356  |     |           |
| Letter          | A    | 8 1⁄2 × 11     | 216 × 279  | P4  | 215 × 280 |
| Ledger, Tabloid | B    | 11 × 17        | 279 × 432  | P3  | 280 × 430 |
| Broadsheet      | C    | 17 × 22        | 432 × 559  | P2  | 430 × 560 |
|                 | D    | 22 × 34        | 559 × 864  | P1  | 560 × 860 |
|                 | E    | 34 × 44        | 864 × 1118 |     |           |
|                 | F    | 28 × 40        | 711 × 1016 |     |           |

Die Millimeter-Angaben in dieser Tabelle wurden auf ganze Millimeter gerundet, da eine exakte Umrechnung der ursprünglichen Zoll-Werte in vielen Fällen eine Nachkommastelle ergeben würde: Z. B. ergibt die Umrechnung von 22″ in Millimeter durch Multiplikation mit 25,4 den Wert von exakt 558,8 mm und nicht 559 mm wie in der Tabelle angegeben, was eine Differenz von 0,2 mm zwischen dem exakten Umrechnungswert und dem gerundeten Wert in der Tabelle ergibt. Diese Differenz ist dann von Bedeutung, wenn etwa Software-Programme PDF-Dokumente laden und das Standardformat des geladenen Dokumentes erkennen sollen. Das Software-Programm muss dann diese mögliche Rundungstoleranz berücksichtigen, um Standard-Formate verlässlich innerhalb dieser Toleranzen erkennen zu können.
Eine besondere Bedeutung hat hier das Letter-Format mit 8 1⁄2 × 11 Zoll (216 × 279 mm), da dieses durch den Schriftverkehr auch nach Europa gelangt. Das Blatt ist etwa 6 mm breiter und 18 mm kürzer und mit einer Fläche von 602,7 cm² etwas kleiner als das A4‐Blatt mit 625 cm². Die gemeinsame Schnittfläche von Letter/A beziehungsweise P4 und A4 beträgt im Rahmen der Toleranzgrenzen 21 × 28 cm und hat zufällig ein Seitenverhältnis von 3∶4 (Diagonale 35 cm, Fläche 588 cm²); diese Größe wird mitunter als internationales Austausch‐ oder Kompromissformat verwendet.
Europäischen Nutzern begegnet das US‐Letter-Format mitunter, wenn es in amerikanischer Software als Vorgabe für das Druckformat eingestellt ist, oder durch derart gedruckte oder elektronische Dokumente (z. B. PDF). Auch die Kartenfächer von Tankrucksäcken für Motorräder sind häufig für US‐Letter ausgelegt.
| Name | Ing.       | Arch.   | Ing.        | Arch.      |
| Name | in × in    | in × in | mm × mm     | mm × mm    |
| ---- | ---------- | ------- | ----------- | ---------- |
| A    | 8 1⁄2 × 11 | 9 × 12  | 0216 × 279  | 229 × 305  |
| B    | 11 × 17    | 12 × 18 | 0279 × 432  | 305 × 457  |
| C    | 17 × 22    | 18 × 24 | 0432 × 559  | 457 × 610  |
| D    | 22 × 34    | 24 × 36 | 0559 × 864  | 610 × 914  |
| E    | 34 × 44    | 36 × 48 | 0864 × 1118 | 914 × 1219 |
| F    | 44 × 68    |         | 1118 × 1727 |            |

### China
In China wird neben den Reihen A und B zusätzlich eine eigene D-Reihe verwendet, die umgangssprachlich auch 開 / 开,  kāi (»Bogen«) genannt wird und in Norm GB/T 148-1997 definiert ist. Die Einzelformate heißen dann quánkāi 全開 / 全开 (ganzer Bogen) oder 1開 / 1开,  yīkāi, duìkāi 對開 / 对开 (»Halbbogen«) oder 2開} / 2开,  èrkāi, 4開} / 4开,  sìkāi (»Viertelbogen«) usw.
Die internationale A-Reihe ist größer als die chinesische D-Reihe, daher werden die A-Formate mit dà- 大 »groß« bezeichnet (also zum Beispiel dà 16 kāi 大16開 / 大16开 »A4«, dà 32 kāi 小32開 / 大32开 »A5« etc.) und die chinesischen D-Formate mit xiǎo- 小 »klein« (also zum Beispiel xiǎo 32 kāi 小32開 / 小32开 »130×184 mm«).
Die Größen für unbeschnittene Papierbogen sind in der Norm GB/T 147-2020 festgelegt.
| Kai | Abmessungen (mm × mm) | Reihe D |
| --- | --------------------- | ------- |
| 01  | 764 × 1064            | 0       |
| 02  | 532 × 0760            | 1       |
| 04  | 380 × 0528            | 2       |
| 08  | 264 × 0376            | 3       |
| 16  | 188 × 0260            | 4       |
| 32  | 130 × 0184            | 5       |
|     | 092 × 0126            | 6       |

### Japan
In Japan werden neben der A‐Reihe und der japanischen B‐Reihe zusätzlich folgende Formate verwendet:
| Name                                         | Abmessungen in mm |
| -------------------------------------------- | ----------------- |
| Sango-ban (三五判)                           | 084 × 148         |
| Shinsho-ban (新書判)                         | 103 × 182         |
| Ko-B6-ban (小B6判)                           | 112 × 174         |
| Kiku-ban (菊判)                              | 150 × 220         |
| Shiroku-ban (四六判)                         | 127 × 188         |
| Jūbako-ban (重箱判)                          | 182 × 206         |
| AB-ban (AB判) Wide-ban (ワイド判, Waido-ban) | 210 × 257         |

Das japanische Postkartenformat Hagaki wird teilweise auch von Farbdruckern verwendet.
| Name                 | Abmessungen in mm |
| -------------------- | ----------------- |
| Hagaki (葉書)        | 0100 × 148        |
| Hagaki 2 (Faltkarte) | 0200 × 148        |

Die unbeschnittenen Papierbogen haben nach Norm JIS P 0202 folgende Größen:
| Name                     | Abmessungen in mm |
| ------------------------ | ----------------- |
| A‐retsu homban (A列本判) | 0625 × 0880       |
| Kiku-ban (菊判)          | 0636 × 0939       |
| B‐retsu homban (B列本判) | 0765 × 1085       |
| Shiroku-ban (四六判)     | 0788 × 1091       |
| Hatoron-ban (ハトロン判) | 0900 × 1200       |
| nicht in JIS P 0202      |                   |
| AB‐ban (AB判)            | 0880 × 1085       |

Aus einem Bogen Kiku-ban werden 4×4 Blätter und aus einem Bogen Shiroku-ban 4×8 Blätter geschnitten. Sango-ban wird aus A‐retsu homban; Jūbako-ban, Shinsho-ban, sowie Ko-B6-ban („Klein-B6“) aus B‐retsu homban geschnitten.
In der Edo-Zeit benutzte die Regierung des Tokugawa-Shogunats ein Mino-ban (美濃判) genanntes Papierformat, welches eine Größe von 13 sun × 9 sun (394 × 273) hatte. Mit der Modernisierung des Landes in der Meiji-Zeit wurden Bogen im unbeschnittenen britischen Crown-Format von 787 × 1092 verwendet, die dann auf zweimal vier Blätter im Mino-ban zugeschnitten wurden. Da aus solchen Bogen 8 Blätter im Mino-ban entstanden, wurden diese Bogen Daiyatsu-ban (大八つ判, „Groß-8-Stück-Papierformat“) genannt. Später wurden diese Bogen in 32 Blätter je 103 × 182 geschnitten, die ebenfalls zuerst Daiyatsu-ban hießen. In traditioneller Längenangabe entsprach dies ungefähr 4 (sprich shi) sun × 6 (sprich roku) sun, weswegen das Format bald Shiroku-ban genannt wurde. Für den Begriff Sango-ban gilt ähnliches, da seine ungefähre Größe 3 (san) sun × 5 (go) sun beträgt.
Das Kiku-ban geht auf amerikanische unbeschnittene Papierbogen dieser Größe zurück. Ein Handelsunternehmen soll diese unter dem Markennamen Dahlia (Dahlie) verkauft haben. Diese Blume wurde damals im Japanischen als Natsugiku (夏菊, wörtlich: „Sommer-Chrysantheme“) bezeichnet, was dann auf Kiku verkürzt (im Japanischen kann bei Wortverbindungen ein früherer Anfangskonsonant stimmhaft werden: k → g) worden sein soll. Eine andere Variante ist, dass kiku eine Abkürzung für Zeitung (新聞, shimbun) ist, da das zweite Schriftzeichen auch als kiku gelesen werden kann.
AB‐ban hat seinen Namen von der Verwendung der Breite von DIN A4 als Breite und der Breite von JIS B4 als Höhe.
Der Begriff Hatoron (ハトロン) bei Hatoron-ban ist eine Abkürzung von Deutsch „Patronenpapier“, auf Japanisch als パトローネンパピアー (Patorōnenpapiā) geschrieben, wobei man früher nicht immer die diakritischen Zeichen – hier den Kreis (handakuten) über ハ – schrieb.

## Historische Formate
Stellenweise, z. B. im Bibliothekswesen, sind noch heute Formate aus dem 19. Jahrhundert in Gebrauch. Einige Werte haben sich über die Zeit um teilweise mehr als einen Zoll verändert.

### Historische europäische Formate
| Name                 | Abmessungen in mm |
| -------------------- | ----------------- |
| Oktav                | 142,5 × 225       |
| Quart                | 225 × 285         |
| Folio                | 210 × 330         |
| Brief                | 270 × 420         |
| Kanzlei, Doppelfolio | 330 × 420         |
| Propatria            | 340 × 430         |
| Groß Patria          | 360 × 430         |
| Bischof              | 380 × 480         |
| Register, Löwen      | 400 × 500         |
| Median I             | 420 × 530         |
| Median               | 440 × 560         |
| Post                 | 460 × 560         |
| Median II            | 460 × 590         |
| Klein Royal          | 480 × 640         |
| Royal                | 480 × 650         |
| Lexikon              | 500 × 650         |
| Super Royal          | 500 × 680         |
| Imperial             | 570 × 780         |
| Olifant              | 675 × 1082        |

| Name                 | Abmessungen in mm | Abmessungen in Zoll |
| -------------------- | ----------------- | ------------------- |
| Cloche               | 300 × 400         | 11.8 × 15.7         |
| Pot, écolier         | 310 × 400         | 12.2 × 15.7         |
| Tellière             | 340 × 440         | 13.4 × 17.3         |
| Couronne écriture    | 360 × 360         | 14.2 × 14.2         |
| Couronne édition     | 370 × 470         | 14.6 × 18.5         |
| Roberto              | 390 × 500         | 15.4 × 19.7         |
| Écu                  | 400 × 520         | 15.7 × 20.5         |
| Coquille             | 440 × 560         | 17.3 × 22           |
| Carré                | 450 × 560         | 17.7 × 22           |
| Cavalier             | 460 × 620         | 18.1 × 24.4         |
| Demi-raisin          | 325 × 500         | 12.8 × 19.7         |
| Raisin               | 500 × 650         | 19.7 × 25.6         |
| Double Raisin        | 650 × 1000        | 25.6 × 39.4         |
| Jésus                | 560 × 760         | 22 × 29.9           |
| Soleil               | 600 × 800         | 23.6 × 31.5         |
| Colombier affiche    | 600 × 800         | 23.6 × 31.5         |
| Colombier commercial | 630 × 900         | 24.8 × 35.4         |
| Petit Aigle          | 700 × 940         | 27.6 × 37           |
| Grand Aigle          | 750 × 1050        | 29.5 × 41.3         |
| Grand Monde          | 900 × 1260        | 35.4 × 49.6         |
| Univers              | 1000 × 1130       | 39.4 × 44.5         |

### Historische britisch-amerikanische Formate
| Name         | in × in         | mm × mm    |
| ------------ | --------------- | ---------- |
| Post         | 15 1⁄2 × 19 1⁄4 | 394 × 489  |
| Large Post   | 16 1⁄2 × 21     | 419 × 533  |
| Elephant     | 23 × 28         | 584 × 711  |
| Medium       | 18 × 23         | 457 × 584  |
| Crown        | 15 × 20         | 381 × 508  |
| Double Crown | 20 × 30         | 508 × 762  |
| Royal        | 20 × 25         | 508 × 635  |
| Quarto       | 8 × 10          | 203 × 254  |
| Foolscap     | 8 × 13          | 203 × 330  |
| Demy         | 17 1⁄2 × 22 1⁄2 | 445 × 572  |
| Double Demy  | 22 1⁄2 × 35     | 572 × 889  |
| Quad Demy    | 35 × 45         | 889 × 1143 |
| Dollar Bill  | 2 9⁄16 × 6      | 076 × 178  |

## Sonstiges
Als Format für Radtourenbücher mit Spiralbindung zum Umblättern hat sich das Querformat mit 220 × 120 mm (+ halbe Spiralbreite) seit 1990 weitgehend durchgesetzt. Es passt in die Deckeltaschen vieler Lenkertaschen, die auch zu Rennlenkern passen, sowie hochkant in (große) Jackeninnentaschen. Gefaltete Wanderkarten weisen ähnlich große Hochformate mit Leporellofaltung auf. Genaue, große Straßenkarten und Stadtpläne sind für weniger windige Umgebung gedacht und daher häufig höher, also 11–12 × 25–27 cm. Pläne mit 10 × 16 cm und kleiner sind gut brust‐ und handtaschengängig.
Scheckkarten sowie viele andere Plastik‐ und Kartonkarten, wie Telefonwertkarten oder Visitenkarten, messen nach ISO 7810 als Format ID‐1 86 × 54 mm.
Lochkarten mit 187 × 83 mm wurden in der elektronischen Datenverarbeitung bis etwa 1985 zur Datenein‐ und ‐ausgabe genutzt. Sie dienten mit Aufdruck gelegentlich auch als Rechnung oder Zahlschein.
Die Grammatur eines Papierbogens vom Format DIN A4 lässt sich genau bestimmen, indem man 16 Bogen wiegt, weil die Papiergröße A4 ein Sechzehntel von A0 ist, das genau einen Quadratmeter groß ist.
In der Papier‐ und Druckindustrie wird durch die Angabe der Dehnrichtung darauf verwiesen, ob ein Papierbogen längs oder quer aus einer Papierbahn geschnitten ist. Das Maß in Dehnrichtung wird unterstrichen (z. B. 70 × 100 cm). Die Dehnrichtung verläuft quer zur Laufrichtung, da beim Stoffauflauf in der Papiermaschine die Fasern durch die Siebbewegung in Längsrichtung ausgerichtet werden und Zellstoff sich stärker in der Dicke als in der Länge bei Feuchtigkeitsaufnahme dehnt (quillt).